# Bukovžlak
Búkovžlak je naselje ob vzhodnem robu Celja.

## Prebivalstvo
Etnična sestava 1991:
- Slovenci: 295 (85,3 %)
- Hrvati: 12 (3,5 %)
- Srbi: 10 (2,9 %)
- Muslimani: 10 (2,9 %)
- Makedonci: 8 (2,3 %)
- Jugoslovani: 8 (2,3 %)
- Ostali: 1
- Neznano: 2